# Чудинов, Кузьма Николаевич
Кузьма Николаевич Чудинов (28 ноября 1933, Иванково, Уральская область — 22 марта 2013, Челябинск) — советский фрезеровщик, полный кавалер ордена Трудовой Славы.

## Биография
Кузьма Николаевич Чудинов родился 28 ноября 1933 года в селе Иванково Иванковского сельсовета Усть-Уйского района Уральской области, ныне село входит в Целинный муниципальный округ Курганской области. Русский.
В 1956—1962 годах работал фрезеровщиком на Челябинском тракторном заводе.
В 1962—1964 годах работал плотником в Челябинском строительном тресте № 42.
С 1964 года работал фрезеровщиком на Челябинском станкостроительном заводе имени Серго Орджоникидзе. Внедрил ряд приспособлений собственной конструкции для фрезерования крупногабаритной оснастки, что позволило в 2 раза увеличить производительность труда на одной из операций. В числе первых на заводе стал работать на нескольких станках. Получил право работать с личным клеймом.
Был избран депутатом Челябинского городского Совета народных депутатов, членом парткома завода.
Кузьма Николаевич Чудинов умер 22 марта 2013 года в городе Челябинске Челябинской области. Похоронен <где?>. 

## Награды
- Орден Трудовой Славы I степени № 129, 13 мая 1985 года
- Орден Трудовой Славы II степени № 6162, 10 апреля 1981 года
- Орден Трудовой Славы III степени, 67845, 21 апреля 1975 года
- Юбилейная медаль «За доблестный труд. В ознаменование 100-летия со дня рождения Владимира Ильича Ленина», 1970 год